# مالاكاي كينايهيوي
مالاكاي كينايهيوي (بالإنجليزية: Malakai Kainihewe)‏ (مواليد 28 يوليو 1977 في فيجي) لاعب كرة قدم فيجي دولي يجيد اللعب في خط الدفاع . يلعب حاليا لصالح نادي با الفيجي منذ 2003 .

## روابط خارجية
- مالاكاي كينايهيوي على موقع الاتحاد الدولي (مؤرشف)  (الإنجليزية)
- مالاكاي كينايهيوي على موقع قاعدة بيانات كرة القدم.إي يو (الإنجليزية)
- مالاكاي كينايهيوي على موقع ناشيونال فوتبول تيمز (الإنجليزية)
- مالاكاي كينايهيوي على موقع Soccerway.com (الإنجليزية)
- مالاكاي كينايهيوي على موقع كووورة